# Tomica Hero: Rescue Force
Tomica Hero: Rescue Force (トミカヒーロー　レスキューフォース, Tomika Hīrō Resukyū Fōsu) é 
um tokusatsu que começou a ser transmitido no dia 5 de abril de 2008, na TV Aichi. Foi a serie sucessora Madan Senki Ryukendo e foi produzida pela Takara Tomy.

## Sinopse
A série conta a história de uma equipe de resgate mundialmente conhecida como Rescue Force que usam Super Ferramentas e Super Veículos para salvar as pessoas de desastres extremos, além de lutarem contra uma força maligna que está por trás de todos estes desastres. 